# Telegram fra Svendborg
|  | Denne artikel er oprettet af botten Steenthbot ud fra en ekstern database. Den kan derfor have sproglige fejl eller mangler. Denne skabelon kan fjernes efter kontrol af indholdet. |

Telegram fra Svendborg er en dansk dokumentarfilm instrueret af Ebbe Larsen.